# Belgian Family Brewers

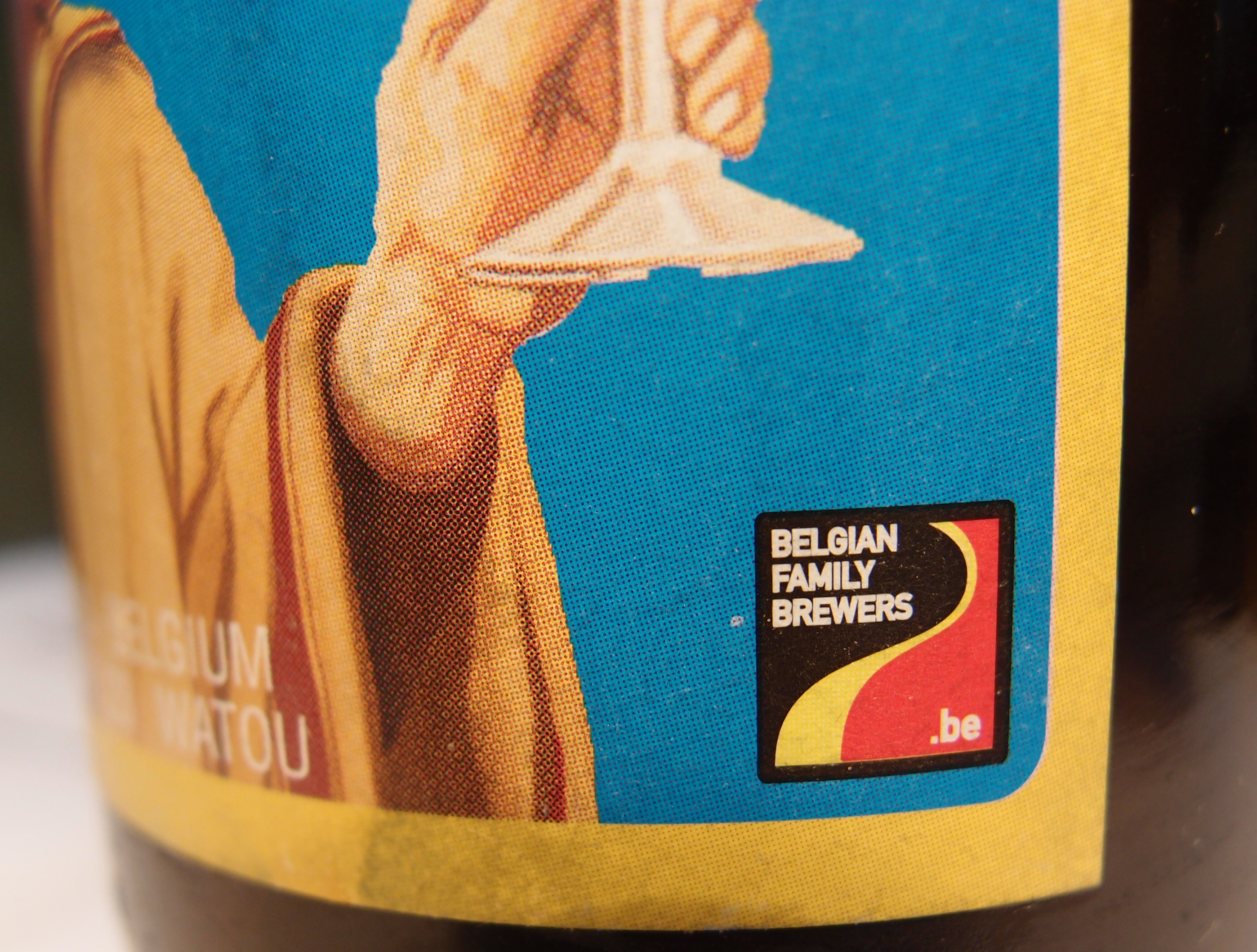
El logotipo de Belgian Family Brewers.

Belgian Family Brewers (BFB) es una asociación de cerveceros belgas, cuyo propósito es proteger y asegurar la calidad de la cerveza producida en fábricas de cerveza son de propiedad familiar con más de 50 años de existencia. Su logotipo se encuentra en las etiquetas de 185 cervezas belgas.

## Historia
Esta asociación sin ánimo de lucro fue creada en 2007 por doce fábricas de cerveza que son miembros de la misma familia que llevan controlando su empresa por más de medio siglo. Desde 2007, otras diez fábricas de cerveza más se han unido a la asociación. Entre las 22 cervecerías actualmente en la lista, 17 se encuentran en la región flamenca y 5 en la región de valonia (4 en la provincia de Hainaut). Estas 22 empresas de cerveza producen un total de 185 cervezas que pueden llevar en su etiqueta el logotipo rojo amarillo negro de la BFB. En su conjunto, representan alrededor del 15% de la producción total de cerveza belga y juntos acumulan más de 3500 años de experiencia en la industria.

## Requisitos de elegibilidad
Las siguientes tres condiciones, deben cumplirse para que una cerveza lleve la etiqueta BFB:
- debe ser una auténtica cerveza belga elaborada en una fábrica de cerveza reconocida por la BFB;
- esta cerveza debe ser producida por una fábrica de cerveza familiar e independiente, que lleva en funcionamiento por al menos 50 años y de forma tradicional;
- debe ser una cerveza original, no una copia, y no podrá ser vendido bajo cualquier otro nombre o etiqueta.

## Miembros
Lista a 4 de mayo de 2018.
| Cervecería (Familia actual)                    | Ciudad (Comuna)            | Provincia          | Fundación   | Miembro del BFB desde | Principales cervezas con etiqueta BFB                                    |
| ---------------------------------------------- | -------------------------- | ------------------ | ----------- | --------------------- | ------------------------------------------------------------------------ |
| Brouwerij Boon                                 | Lembeek (Halle)            | Brabante Flamenco  | 1680        | 2018                  | Duivels, Faro Boon, Kriek, Framboise, Mariage Parfait, Oude Geuze        |
| Brasserie De Brabandere (De Brabandere)        | Bavikhove (Buggenhout)     | Flandes Oriental   | 1894        | 2007                  | Kwaremont, Petrus, Wittekerke                                            |
| Brasserie De Halve Maan (Vanneste)             | Brujas                     | Flandes Occidental | 1856        | 2009                  | Brugse Zot, Brugse Bok, Straffe Hendrick                                 |
| Brasserie De Koninck (De Potter)               | Amberes                    | Anvers             | 1833        | 2007                  | De Koninck, Triple d'Anvers, Wild Jo                                     |
| Brasserie De Ryck (De Ryck)                    | Herzele                    | Flandes Oriental   | 1886        | 2012                  | Jules, Arend, Steenuilke, Special De Ryck, Kriek Fantastiek              |
| Brasserie Dubuisson (Dubuisson)                | Pipaix (Leuze-en-Hainaut)  | Hainaut            | 1769        | 2007                  | Bush, Pêche Mel Bush, Cuvée des Trolls, Scaldis, Surfine                 |
| Brasserie Dupont (Dedeycker)                   | Tourpes (Leuze-en-Hainaut) | Hainaut            | 1844        | 2007                  | Moinette, Saison Dupont                                                  |
| Duvel Moortgat (Moortgat)                      | Breendonk (Puurs)          | Anvers             | 1871        | 2011                  | Duvel, Liefmans                                                          |
| Brasserie Het Anker (Leclef)                   | Malinas                    | Anvers             | 1872        | 2007                  | Gouden Carolus                                                           |
| Brasserie Huyghe (De Laet)                     | Melle                      | Flandes Oriental   | 1654        | 2011                  | Delirium, La Guillotine                                                  |
| Brasserie Lefèbvre (Lefèbvre)                  | Quenast (Rebecq)           | Brabante Valón     | 1876        | 2010                  | Barbãr, Saison 1900, Hopus, Blanche de Bruxelles rosée                   |
| Leroy Brweries                                 | Watou (Poperinge)          | Flandes Occidental | 1862        | 2007                  | Hommel, Kapittel, Watou's Witbier                                        |
| Brasserie Lindemans (Lindemans)                | Buggenhout                 | Flandes Oriental   | 1822        | 2007                  | Lindemans                                                                |
| Brasserie Omer Vander Ghinste (Vander Ghinste) | Bellegem (Courtrai)        | Flandes Occidental | 1892        | 2012                  | Brasserie LeFort, Omer, Jacobins, VanderGhinste Oud Bruin, Kriek Max     |
| Brasserie Roman (Roman)                        | Mater (Audenarde)          | Flandes Oriental   | 1545        | 2007                  | Ename, Gentse Strop, Sloeber                                             |
| Brasserie Saint Feuillien (Friart)             | Le Rœulx                   | Hainaut            | (1125) 1873 | 2007                  | St Feuillien, Car d'Or                                                   |
| Brasserie de Silly (Van der Haegen)            | Silly                      | Henao              | 1850        | 2009                  | Abbaye de Forest, Enghien, Green Killer, Pink Killer, Scotch Barrel Aged |
| Brasserie Sint Bernardus (Depypere)            | Watou (Poperinge)          | Flandes Occidental | 1946        | 2007                  | St Bernardus, Watou Tripel                                               |
| Cervecería Strubbe                             | Ichtegem                   | Flandes Occidental | 1830        | 2017                  | Ichtegem's Grand Cru, Oud Bruin                                          |
| Brasserie Timmermans (Van Herreweghen)         | Itterbeek (Dilbeek)        | Brabante Flamenco  | 1702        | 2012                  | Timmermans                                                               |
| Brasserie Verhaeghe (Verhaeghe)                | Vichte                     | Flandes Occidental | 1885        | 2007                  | Barbe, Duchesse de Bourgogne                                             |

Antiguos miembros
- Brasserie Bosteels ya no es miembro desde la adquisición por AB InBev en 2016.
- Palm Belgian Craft Brewers (incluida la sucursal de Rodenbach ) (2012) ya no es miembro desde su adquisición por Baviera en 2016
- Cervecería Van Honsebrouck

## Tipos de cerveza
Las cervezas producidas con el sello BFB son de estilo cerveza de abadía, (India Pale) Ale, Rubia, Doble, Triple (alta fermentación), Bock, Bière brut, Faro, Cerveza afrutada, Oud bruin, Gueuze, Saison, blanca y especial. 
Aunque elaborada por varias de estas fábricas de cerveza, la cerveza de tipo pils no está incluida en esta denominación. 